# Román férfi kézilabda-válogatott
A román férfi kézilabda-válogatott Románia nemzeti csapata, melyet a Román Kézilabda-szövetség (románul: Federația Română de Handbal) irányít.

## Eredmények nemzetközi tornákon
Románia Svédországgal egyetemben a férfi kézilabda-világbajnokságok történetének legeredményesebb válogatottja négy világbajnoki címmel. (1961, 1964, 1970, 1974).
Az olimpiai játékokon háromszor bronz és egy alkalommal pedig ezüstérmet szereztek.

## Érmek
Világbajnokság
- Arany : 1961
- Arany : 1964
- Bronz : 1967
- Arany : 1970
- Arany : 1974
- Bronz : 1990

Európa-bajnokság
- Az Európa-bajnokságon még nem szereztek érmet.

Nyári olimpiai játékok
- Bronz : 1972
- Ezüst : 1976
- Bronz : 1980
- Bronz : 1984

## Lásd még
- Román női kézilabda-válogatott